# Ivory Tower (azienda)
Ivory Tower è un'azienda francese dedita allo sviluppo di videogiochi con sede nella città di Villeurbanne, fondata nel 2007 da Ahmed Boukhelifa, Emmanuel Oualid e Stéphane Beley; dal 2015 è parte del gruppo Ubisoft.

## Storia
Ivory Tower è stata fondata a metà del 2007 da Ahmed Boukhefila, Emmanuel Oualid e Stéphane Beley.
All'inizio del 2015 ha pubblicato il suo primo videogioco, The Crew.
Alla fine del 2015 è stata acquisita da Ubisoft.
A metà del 2018 ha pubblicato il suo secondo videogioco, The Crew 2.
A metà del 2023 ha pubblicato il suo terzo videogioco, The Crew: Motorfest.

## Videogiochi
| Anno | Titolo              | Piattaforme                         | Editore |
| ---- | ------------------- | ----------------------------------- | ------- |
| 2015 | The Crew            | PlayStation 4, Xbox One, Windows    | Ubisoft |
| 2018 | The Crew 2          | PlayStation 4, Xbox One, Windows    | Ubisoft |
| 2023 | The Crew: Motorfest | PlayStation 5, Xbox Series, Windows | Ubisoft |